# Кампиля Черво
Кампѝля Чѐрво (на италиански: Campiglia Cervo; на пиемонтски: Campija, Кампийя) е село и община в Северна Италия, провинция Биела, регион Пиемонт. Разположено е на 775 m надморска височина. Населението на общината е 512 души (към 2014 г.).
От 1 януари 2016 г. общината включва територията на предшествуващите общини Куитенго и Сан Паоло Черво